# Jaime García Estrada
Jaime García Estrada é um ator e diretor de televisão mexicano.

## Filmografia
- Imperio de cristal (1994)
- Huracán (telenovela) (1997)
- Locura de amor (2000)
- El precio de tu amor (2000)
- Entre el amor y el odio (2002)
- La otra (2002)
- Amarte es mi pecado (2004)
- Barrera de amor (2005/06)
- Locas de amor (2009)